# Thomas Chalmers (rugby)
Pour les articles homonymes, voir Chalmers.
Thomas Chalmers (Glasgow, 19 mars 1850 - Glasgow, 25 mai 1926) est un joueur international écossais de rugby et de cricket.
Il fait partie de l'équipe d'Écosse de rugby qui affronte l'Angleterre dans ce qui constitue le tout premier match international de rugby de l'histoire, en 1871.

## Biographie

### Jeunesse et famille
Thomas Chalmers naît à Glasgow le 19 mars 1850, fils d'un marchand drapier.
Il est un cousin des frères George (en), Willie (en) et Robert Neilson (en), tous trois devenus internationaux écossais dans les années 1890 et présidents de la Scottish Football Union, et son neveu John Knox (en) a joué dans l'équipe de rugby qui a remporté la Triple Couronne en 1903.

### Carrière en rugby

#### Carrière amateur
Thomas Chalmers joue pour les Glasgow Academicals, qui est alors le meilleur club de rugby d'Écosse,.
Il est aussi appelé dans l'équipe du district de Glasgow (en) pour le tout premier match de rugby provincial de Grande Bretagne, le 23 novembre 1872 contre celui d'Édimbourg (en). Il joue aussi pour le West of Scotland District (en).

#### Carrière internationale

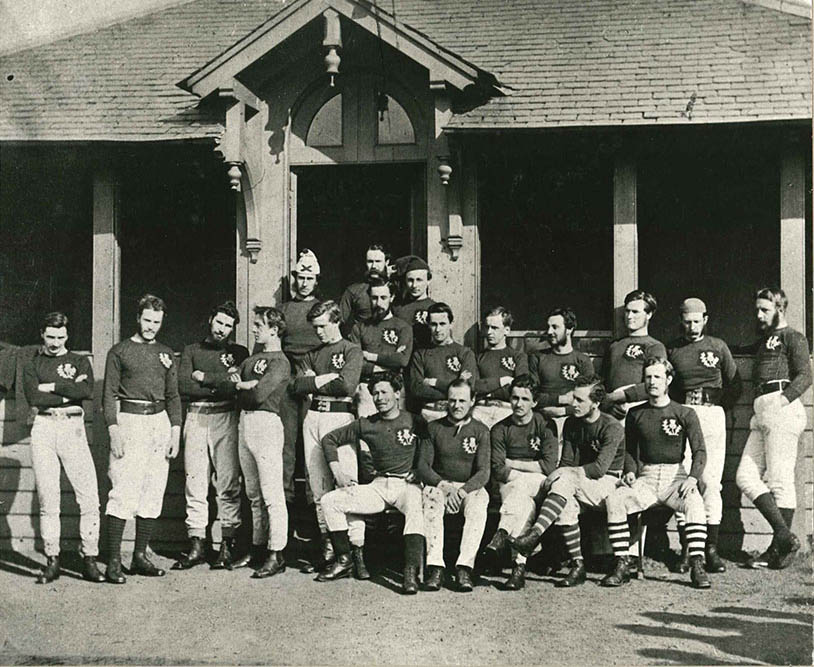
La première équipe nationale de rugby d'Écosse, lors du match de mars 1871 contre l'Angleterre à Édimbourg.

Thomas Chalmers fait partie de la toute première équipe d'Écosse lors du tout premier match international de rugby de l'histoire. Celui-ci se conclut par une victoire des Écossais 1 à 0,,.
Chalmers joue en tout six matchs internationaux, tous contre l'Angleterre, entre 1871 et 1876, et dont les cinq premiers sont aussi les cinq premiers matchs internationaux de l'histoire,.
L'un des premiers joueurs écossais, il est parfois considéré comme le premier grand fullback (arrière) écossais de rugby. Il est un solide plaqueur, un bon botteur et un dribbleur habile (une tactique de l'époque).

### Carrière en cricket et en football
Thomas Chalmers a également représenté l'Écosse au cricket. C'était un excellent batteur et un bon lanceur de balle de vitesse moyenne. Lors d'un match opposant West of Scotland à l'Australie en 1878, il marque 38 points contre les quilles des lanceurs rapides Fred Spofforth, Tom Garrett (en) et d'autres.
Par ailleurs, en octobre 1872, Chalmers participe à un match d'essai de l'équipe d'Écosse de football pour représenter le pays lors du premier match international de football de l'histoire contre l'Angleterre et est nommé dans la liste des 17 joueurs possibles. Chalmers est alors loué comme étant « un gardien de but hors pair, bien que les règles soient nouvelles pour lui ». Finalement, il n'est pas sélectionné, toute l'équipe écossaise étant composée de joueurs du club de Queen's Park.

### Vie personnelle et carrière professionnelle
Thomas Chalmers épouse Marion Dun Carrick, sœur du célèbre joueur de rugby et de cricket James Stewart Carrick (en), en 1883 et ils ont eu un fils, Archibald Patrick Chalmers, né en 1888.
Après avoir mené une carrière de courtier en bourse, Thomas Chalmers meurt à Glasgow le 25 mai 1926, à l'âge de 76 ans.